# Glasögonfåglar
Glasögonfåglar (Zosteropidae) är en familj av tättingar som förekommer i de tropiska, subtropiska och tempererade zoner i subsahariska Afrika, södra och östra Asien, och i den australiska regionen. De kan återfinnas på de flesta tropiska öarna i Indiska oceanen, västra Stilla havet och Guineabukten. Undantaget några vitt spridda arter i släktet Zosterops lever de flesta arter endemiskt på enstaka öar eller ögrupper.
Familjen ingår i en grupp med fyra andra närbesläktade familjer: sylvior (Sylviidae), timalior (Timaliidae), marktimalior (Pellorneidae) och fnittertrastar (Leiothrichidae). Flera släkten som tidigare behandlades som timalior förs numera hit, som yuhinorna samt de filippinska tidigare Stachyris-timaliorna numera i Dasycrotapha, Sterrhoptilus och Zosterornis. 
Omvänt har två arter som traditionellt betraktats som glasögonsångare överraskande visat sig ha sin hemvist i två helt andra familjer: mindanaosparv (Hypocryptadius cinnamomeus), tidigare brun glasögonfågel, är släkt med sparvfinkarna (Passeridae) och burupiplärka (Mandanga ruficollis), tidigare brunstrupig glasögonfågel, är just en piplärka (Motacillidae) – möjligen till och med del av släktet Anthus. 
Det absolut mest dominerande släktet i familjen är Zosterops som omfattar cirka 100 arter. Det råder dock inte konsensus om artgränser eller vilka övriga släkten i familjen som egentligen bör ingå i Zosterops. Efter genetiska studier inkluderas numera inkluderas de fyra arterna Speirops, de två i Woodfordia samt svartögd glasögonfågel tidigare i Chlorocharis, medan orangepannad glasögonfågel (Z. wallacei) är mer avlägset släkt och förs till Heleia.

## Släkten i familjen
Nedanstående fördelning av släkten i familjen följer AviList. Se respektive släktesartikel för artsammansättning.
- Parayuhina – diademyuhina
- Staphida – tre arter yuhinor
- Yuhina – sju arter yuhinor
- Cleptornis – gyllenglasögonfågel
- Apalopteron – boninglasögonfågel, tidigare kategoriserad som en honungsfågel
- Dasycrotapha – tre arter, tidigare i Stachyris
- Sterrhoptilus – fyra arter, tidigare i Stachyris
- Zosterornis – fem arter, tidigare i Stachyris
- Megazosterops – jätteglasögonfågel
- Heleia – tio arter, inklusive Lophozosterops och Oculocincta
- Tephrozosterops – rostglasögonfågel
- Rukia – två arter
- Zosterops – cirka 110 arter, inklusive Woodfordia, Chlorocharis och Speirops